# Собачка-метелик
Собачка-метелик (Blennius ocellaris) — маленький вид морських собачок (Blenniidae) з північної та західної Європи, а також із Середземного і Чорного морів, Марокко.
Сягає 20 см довжиною. Зазвичай мешкає на глибинах 10-400 м, особливо на скелястих ділянках дна.